# Swiss Air Traffic Controllers’ Associations
Die Swiss Air Traffic Controllers’ Associations (SwissATCA) ist der Dachverband von drei Fluglotsen-Gewerkschafte  in der Schweiz. Der Dachverband umfasst als Mitglieder die Gewerkschaften Aerocontrol Switzerland, Association du Personnel de la Tour de Contrôle et du Terminal Genève (APTC) und Skycontrol, die gemeinsam rund 400 Arbeitnehmer vertreten.
Tarifpartnerin ist Skyguide, die staatliche schweizerische Anbieterin für zivile und militärische Flugsicherung. SwissACTA und Skyguide pflegen eine Sozialpartnerschaft und verhandeln in diesem Rahmen unter anderem Gesamtarbeitsverträge (GAV). Seit 1. Januar 2017 besteht ein vertragsloser Zustand, nachdem Verhandlungen über einen neuen GAV gescheitert waren.
SwissACTA ist international vernetzt – unter anderem als Mitglied der International Federation of Air Traffic Controllers’ Associations (IFATCA) – und arbeitet mit anderen Gewerkschaften wie beispielsweise dem schweizerischen Personalverband des Bundes (PVB), dem SWISS-Pilotenverband Aeropers und der deutschen Gewerkschaft der Flugsicherung (GdF) zusammen.

## Mitglieder
- Aerocontrol Switzerland – Gewerkschaft der Fluglotsen am Zürcher Skyguide-Standort in Wangen bei Dübendorf und am Flughafen Zürich mit rund 200 Arbeitnehmern.

- Skycontrol – Gewerkschaft der Fluglotsen in der Skyguide-Bezirksleitstelle in Genf sowie an den Flughäfen Bern, Grenchen, Lugano und Sion mit rund 150 Arbeitnehmern.

- Association du Personnel de la Tour de Contrôle et du Terminal Genève (APTC) – Gewerkschaft der Fluglotsen, die bei Skyguide in Genf im Kontrollturm sowie im Terminal Centre arbeiten (rund 50 Arbeitnehmer).